# David 8
(David in Prometheus)
David 8 è un personaggio immaginario nella serie di film Alien e nell'universo fantascientifico ad esso collegato.
Il personaggio fa il suo debutto in Prometheus (2012), interpretato da Michael Fassbender. Fassbender, essendo ben accolto per la sua interpretazione del personaggio, venne candidato come miglior attore non protagonista dal London Critics Circle Film Awards e per i Saturn Awards, e il personaggio fu inserito all' 88º posto sulla lista dei 100 miglior robot del cinema di Paste.
Un androide creato dalla Weyland Corporation, David 8 viene inizialmente rappresentato come un individuo colto e curioso che condivide il desiderio del suo creatore di mettersi in contatto con gli Ingegneri, i presunti creatori dell'umanità. Gradualmente amareggiandosi per ciò che lui considera l'inferiorità dei suoi propri artefici, David sviluppa un disprezzo viscerale, sia per gli umani, che per gli Ingegneri, culminando nello sterminio di questi ultimi e nella sua creazione degli xenomorfi, organismi da lui definiti "perfetti".

## Ideazione
Nel definire il personaggio, lo sceneggiatore Jon Spaihts continuò a vivificare una tradizione presente nella saga di Alien nell'utilizzare un nome che inizia con la lettera dell'alfabeto successiva alla lettera usata dal personaggio sintetico precedente (Ash, Bishop, Call, David). Il nome "David" fu un cenno al David di Michelangelo Buonarroti.
Nel 2011, dopo la rivelazione della trama di Prometheus, lo sceneggiatore Damon Lindelof rivelò, in un'intervista a MTV, che il principale ruolo di David fosse quello d'un osservatore non-umano. Un anno dopo, dopo la distribuzione di Prometheus, Lindelof spiegò come l'apatia emotiva di David fosse uno dei temi centrali del film. Mentre i suoi artefici umani cercano i loro creatori, l'androide viene disilluso dai loro tentativi di dominarlo, considerandosi superiore a loro. Nel 2011, Michael Fassbender fu scelto personalmente da Ridley Scott per recitare nel ruolo. Invece di trarre ispirazione dai personaggi sintetici dei film precedenti della saga di Alien, come ad esempio Lance Bishop, Fassbender studiò il personaggio robotico Rachel di Blade Runner, basando la sua voce su quella del computer HAL 9000, antagonista del film 2001: Odissea nello spazio, ed imitando i movimenti del tuffatore olimpico Greg Louganis, del cantante/attore David Bowie ne L'uomo che cadde sulla Terra,  dell'attore britannico Dirk Bogarde ne Il servo, e dell'attore irlandese Peter O'Toole in Lawrence d'Arabia. Secondo lo sceneggiatore Damon Lindelof, David differisce dalla maggior parte degli androidi della fantascienza, grazie alla sua mancanza d'un complesso di Pinocchio, non avendo alcun desiderio di rendersi più umano. La scena in cui David ammira il planetario degli Ingegneri fu ispirata dal dipinto Filosofo tiene una lezione sul planetario di Joseph Wright.
In seguito alla distribuzione di Alien: Covenant, Scott spiegò come David sia motivato nella sua creazione degli xenomorfi dalla curiosità, mentre lo sterminio degli Ingegneri, e la progettazione della distruzione dell'umanità è dovuto al suo disprezzo per loro; l'umanità per averlo creato per servirla, e gli Ingegneri per aver dato origine agli umani che lui ritiene difettosi. Paragonò inoltre la curiosità scientifica di David nel studiare l'anatomia e creare gli xenomorfi agli studi anatomici di Leonardo da Vinci. Nel descrivere il suo approccio nel rappresentare David in Alien: Covenant, Fassbender disse che a quel punto i tratti umani del personaggio hanno progredito fino al punto di essere equiparati a quelli sintetici, e che sia questo il punto che lo rende così inquietante.

## Apparizioni

### Prometheus(2012)
David è l'assistente personale di Peter Weyland, fondatore della Weyland Corporation, che lo considera ciò che più si avvicina a un figlio per lui. Questo lo pone in disaccordo con sua (presunta) figlia biologica, Meredith Vickers. Nel 2093, durante il viaggio della Prometheus verso LV-223, David studia antiche lingue e culture umane onde comunicare con gli Ingegneri; e frattanto, oltre a svariate attività ricreative, analizza i sogni dell'equipaggio. Una volta atterrati, scopre un cilindro di fluido mutageno situato nella stiva di quella che in seguito si scoprirà essere una nave spaziale. Poi, apparentemente per eseguire un ordine di Weyland, contamina con il liquido la bevanda dell'archeologo Charlie Holloway. Questi ha in seguito un rapporto sessuale con la sua fidanzata Elizabeth Shaw, che rimane incinta di una forma di vita aliena.
Esplorando la nave degli Ingegneri, David scopre un esemplare ancora vivo, che viene svegliato in presenza di Weyland. Dopo che quest'ultimo cerca di convincere l'Ingegnere di conferirgli l'immortalità, esso decapita David e uccide Weyland e tutti i presenti tranne Shaw. Infine, la testa e il corpo di David vengono recuperati da Shaw e portati su un'altra nave aliena, che si dirige verso il pianeta d'origine degli Ingegneri onde scoprire il motivo della loro ostilità verso l'umanità.

### Alien: Covenant(2017)
Dieci anni dopo gli avvenimenti del film Prometheus, David ricompare come novello Robinson Crusoe su un pianeta popolato da umanoidi, che in apparenza sembrano Ingegneri, o quantomeno dei loro simili. Dopo aver salvato da dei neomorfi i superstiti della squadra di esplorazione della nave coloniale Covenant, li conduce nel suo rifugio: un tempio in rovina. Qui si scopre che David, all'arrivo sul pianeta con la dottoressa Shaw, che lo aveva riparato durante il viaggio, aveva sterminato tutti gli abitanti della città, Ingegneri o loro creazioni che fossero, rilasciando deliberatamente il liquido nero contenuto nella nave sulla città, sterminando tutta la popolazione e causando un'estinzione di massa della vita animale, lasciando però intatta la flora planetaria. A questo punto David si rivela come uno squilibrato afflitto da un complesso di onnipotenza ed autoinvestitosi della missione di creare una nuova forma di vita perfetta. Inoltre rivela di aver sempre disprezzato il sig. Weyland e tutta l'umanità, vista come una razza inferiore e morente, che cerca ingiustamente di salvarsi dall'inevitabile estinzione colonizzando ed infettando altri pianeti. Si scopre inoltre che è proprio David il creatore di una sua variante di xenomorfo e di facehugger, nati da anni di esperimenti sulle specie native del pianeta con il liquido nero. Tutti sforzi culminati con la morte della dottoressa Shaw, la quale venne usata come incubatrice per creare le prime uova di facehugger. Dopo aver causato la morte di altri superstiti, David viene apparentemente ucciso da Walter, l'androide sintetico della Covenant, che condivide il suo medesimo aspetto, in quanto nuovo e migliorato modello della Weyland Corporation.
In seguito alla fuga dal pianeta e dopo aver ucciso uno xenomorfo salito a bordo, la protagonista, l'ufficiale Daniels, scopre con orrore che il sintetico Walter è in realtà David. Dopo aver messo in stasi la donna, David inserisce degli embrioni di facehugger nei contenitori degli embrioni umani destinati alla nuova colonia terrestre su Origae-6. Presumibilmente userà i coloni tenuti in animazione sospesa come nuove cavie per i suoi orribili esperimenti.